# Carcelia vernalis
Carcelia vernalis är en tvåvingeart som beskrevs av Robineau-desvoidy 1863. Carcelia vernalis ingår i släktet Carcelia och familjen parasitflugor.
Artens utbredningsområde är Frankrike. Inga underarter finns listade i Catalogue of Life.